# ادلر کاپلی
ادلر کاپلی (ایتالیایی: Adler Capelli؛ زادهٔ ۸ نوامبر ۱۹۷۳) دوچرخه‌سوار اهل ایتالیا است. وی در بازی‌های المپیک تابستانی ۱۹۹۲، ۱۹۹۶ و ۲۰۰۰ شرکت کرده است.